# ランページ ランド ランカーズ
『ランページ ランド ランカーズ』（Rampage Land Rankers）はスクウェア・エニックスより配信されていたスマートフォン用ゲームアプリ。2015年7月16日サービス開始。基本プレイ無料（アイテム課金制）。
略称は『ランランラン』。

## 概要
スクウェア・エニックスの新規IPによるRPG。
ディレクションの高橋光則やキャラクターデザインの野村哲也など、スタッフは『ファイナルファンタジーシリーズ』に携わったメンバーに中心に構成されている。
内容はマルチプレイスタイルのダンジョン探索型RPGで、スマートフォンという媒体の手軽さを活かし「ゆるい共闘」と称した、非同期型のマルチプレイシステムを採用している。
2016年6月15日をもってサービス終了。

## ゲームシステム
プレイヤーはカードを使うことによって主人公の行動を決める。カードは移動用、戦闘用、共闘用などに分かれており、ダンジョン内で入手することも可能である。
一度カードを使うと一定数のターンを終了するまで使用できない上、ゲーム内で所有できる枚数は限られている。
プレイヤーが一つの行動を終えると、行動と状態が表示され、他プレイヤーの発見したものが紹介される。

## ストーリー
ある日、冒険者協会（ランカーズユニオン）の調査部が謎の高エーテル反応を感知し、精鋭部隊・Exランカーを派遣した。
その地点にあった巨大建造物・バベル遺跡にはロストアーカイブと呼ばれる超古代文明時代の遺産が眠っていた。
同じころ、世界中では巨大ダンジョンが出現し、ロストアーカイブに関連する遺物（ロスト）が多数発見されるという、「ロストアーカイブ事件」が発生した。
ダンジョンは突如現れては消え去るということもあり、多くの冒険者たちが犠牲になった。それでも、冒険者協会はロスト入手及びロストアーカイブ攻略に全力を注ぐのであった。

## 登場人物
プレイヤーキャラクター
プレイヤーの分身となるアバター。ゲーム開始時に性別・外見・初期クラス（職業）を設定する。

### ランカーズユニオン
ボス
声 - 岩崎ひろし
ランカーズユニオンの創設者である100歳超の老爺。ランカー達の自主性を重んじており、自分は裏方に徹する姿勢をとっている。
ハンニバル・バルカ
声 - 乃村健次
冒険者協会最強と名高いExランカーで、ビーコンで呼び出すことが可能。無口だが仲間思い。なお、ハンニバルという名前は先代から受け継いだ雅号である。
フローレンス・ナイチンゲール
声 - 三森すずこ
最年少Exランカーで、ナースコールで呼び出すことが可能。看護婦のような服装をしており、右目にはハート形の眼帯をしている。治療を趣味としており、負傷者の治療には積極的。ただし、かなりの毒舌家でもある。
ウィリアム・シェイクスピア
声 - 津田健次郎
協会の諜報員で、キーキューブで呼び出すことが可能。
多くのクラスでマスターを務めた経験を持つ元Exランカー。紳士的であることを重んじ、老若男女・敵味方問わず誰に対しても礼儀正しく接する。
エリザベス・テューダー
声 - 喜多村英梨
協会の運営に深く携わるExランカー。冷静な性格故、冷たい印象を抱かれがちだが、かなりの心配性であり、冒険者たちを家族のように思っている。

## 評価
GAME Watchは、「一人一人が共闘することで全体に良い影響が与えられ、高レベルのダンジョンでもクリアしやすくなる」という点については評価した一方、「自分の行動よりもロード時間が長いため、ちょっと行動してはしばらく待つの繰り返しになるため、サクサクとゲームを進められない」と評した。